# Chambly (Frankrijk)
Chambly is een gemeente in het Franse departement Oise in de regio Hauts-de-France. De plaats maakt deel uit van het arrondissement Senlis. In de gemeente ligt spoorwegstation Chambly. Chambly telde op 1 januari 2022 9.909 inwoners.

## Geografie
De oppervlakte van Chambly bedroeg op 1 januari 2022 12,87 vierkante kilometer; de bevolkingsdichtheid was toen 769,9 inwoners per km².

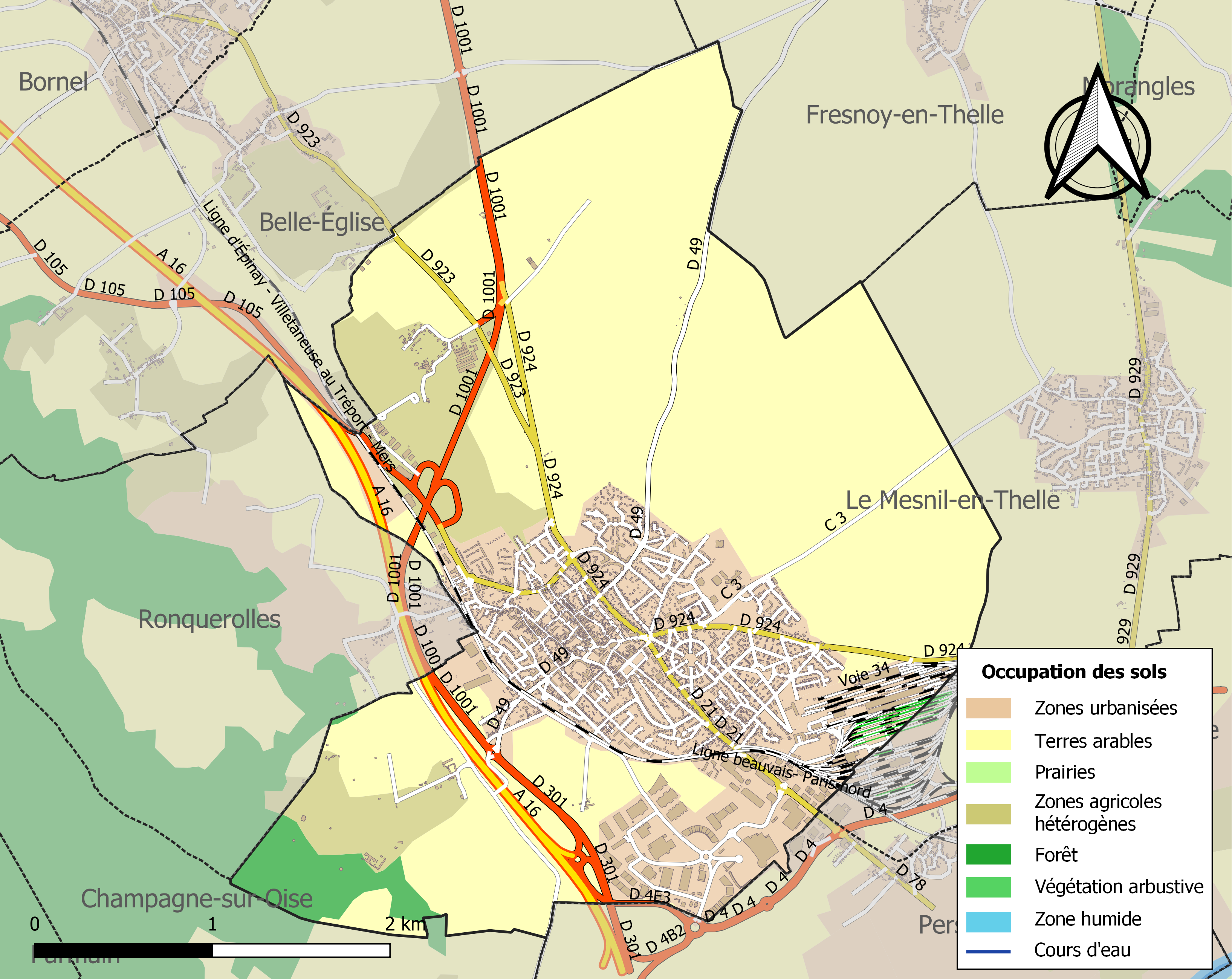
Kaart van de gemeente met belangrijkste infrastructuur, bodemgebruik en omliggende gemeenten

## Demografie
Onderstaande figuur toont het verloop van het inwonertal (bron: INSEE-tellingen).